# Petr Samec
Petr Samec (né le 14 février 1964 à Frýdek-Místek en Tchécoslovaquie, aujourd'hui en République tchèque) est un ancien footballeur et entraîneur tchèque.